# Motim da Pensilvânia de 1783
O Motim da Pensilvânia em 1783 (também conhecido como Motim da Filadélfia) foi um protesto anti-governo de quase quatrocentos soldados do Exército Continental em junho de 1783. O grupo exigia o pagamento por seu serviço durante a Guerra de Independência.
O motim, e a recusa do Conselho Executivo da Pensilvânia para pará-lo, acabou resultando no Congresso desocupando a Filadélfia. Anos depois, a cidade voltou a ser a capital dos EUA até que um distrito federal para servir como capital nacional fosse criado. O motim de 1783 é considerado um dos principais motivos para a decisão dos autores da Constituição de criar um distrito federal.

## Antecedentes
A partir de março de 1781, o Congresso da Confederação e o Conselho Executivo Supremo da Commonwealth da Pensilvânia estavam situados na Pennsylvania State House (agora conhecida como Independence Hall), na Filadélfia. Sob a autoridade dos artigos da Confederação, o Congresso não tinha controle direto sobre os militares, exceto em tempos de guerra, e dependia em grande parte do uso das milícias estaduais para fazer cumprir as leis e manter a ordem.
Em 17 de junho de 1783, o Congresso recebeu uma mensagem dos soldados do Exército Continental estacionados na Filadélfia, que exigiu o pagamento por seu serviço durante a Guerra Revolucionária Americana. Os soldados ameaçaram agir nesse dia se suas reclamações não fossem resolvidas. O Congresso ignorou a mensagem, e dias depois recebeu a notícia de que um grupo de cerca de oitenta soldados tinha deixado seus postos em Lancaster, Pensilvânia, a aproximadamente 60 milhas (97 km) a oeste de Filadélfia, e se juntou com os soldados estacionados no quartel da cidade. O grupo de aproximadamente quinhentos homens teve controle efetivo sobre as lojas de armas e o depósito de munições.

### Protestos
Na manhã seguinte, em 20 de junho, a State House foi cercada por quatrocentos soldados que exigiam pagamento. Os soldados bloquearam a porta e inicialmente se recusaram a permitir que os delegados saíssem. Alexander Hamilton, um então delegado de Nova Iorque, persuadiu os soldados a permitir que o Congresso se reunisse mais tarde para resolver suas questões. Os soldados permitiram pacificamente que os membros do Congresso adiassem a reunião naquela tarde. Naquela noite, um pequeno comitê do Congresso, liderado por Hamilton, se encontrou em segredo para redigir uma mensagem ao Conselho da Pensilvânia, pedindo-lhes que protejam o Congresso dos amotinados. A carta ameaçava que o Congresso seria forçado a mudar para outro lugar se o Conselho não atuasse.
Em 21 de junho, o comitê do Congresso reuniu-se novamente na State House com membros do Conselho Executivo da Pensilvânia, incluindo o seu presidente, John Dickinson. Os membros do Congresso solicitaram ao conselho que fizesse mais para proteger o governo federal. Dickinson e o conselho concordaram em consultar os comandantes da milícia e responderam ao Congresso no dia seguinte. Na manhã seguinte, o Conselho da Pensilvânia novamente recusou o pedido do Congresso. Faltando garantias suficientes de que o Estado estaria disposto a proteger o Congresso, os membros deixaram a Filadélfia naquele dia e foram para Princeton, Nova Jersey.

### Resposta
George Washington, ao ter conhecimento do motim no dia 24 de junho, enviou 1 500 soldados, sob o comando do major-general William Heath e do general Robert Howe, que saiu da aposentadoria, para suprimir o motim.

## Efeito

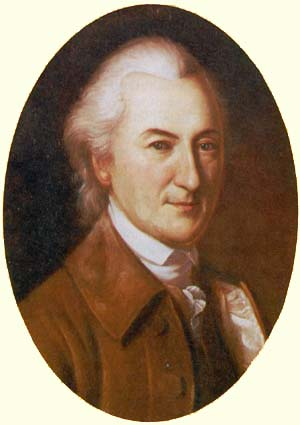
John Dickinson, presidente do Conselho Executivo da Pensilvânia.

Há três razões para explicar por que Dickinson e o Conselho da Pensilvânia não agiram. O raciocínio oficial do Conselho era que eles não tinham certeza de que os milicianos locais realmente protegeriam o Congresso de seus colegas soldados. Além disso, o conselho pode ter pensado que o conflito não era tão grave quanto o Congresso acreditava e que o motim poderia ser resolvido de forma pacífica. A segunda teoria apresentada é que Dickinson, tendo sido oficial na milícia, simpatizava com as queixas dos soldados. A terceira teoria é que o Conselho se recusou a permitir que a Pensilvânia, um estado soberano, fosse subjugada pelas exigências de alguns membros do Congresso.
Depois que o Congresso completou seus trabalhos em Princeton no início de novembro de 1783, a capital foi movida no final desse mês para Annapolis, Maryland, depois para Trenton, Nova Jersey, em novembro de 1784, e finalmente para Nova Iorque em janeiro de 1785. Apenas na Convenção Constitucional de 1787 que os delegados decidiram se encontrar novamente na Filadélfia. O fracasso da Pensilvânia em proteger as instituições dos Estados Unidos foi uma das principais razões pelas quais os autores da Constituição decidiram criar um distrito federal, distinto dos estados, onde o Congresso poderia prover sua própria segurança.
Desta forma, os delegados concordaram com o Artigo Primeiro, Seção 8, da Constituição dos Estados Unidos para conferir ao Congresso o poder de "exercer legislação exclusiva em todos os casos, sobre esse distrito (não superior a dez milhas quadradas) que, cedido por determinados estados e aceito pelo Congresso, se torne a sede do governo dos Estados Unidos."
Após a ratificação da Constituição dos Estados Unidos pelo estado de Nova Iorque em 1788, os delegados concordaram em manter a cidade de Nova Iorque como a capital federal temporária. Em 1790, o Congresso aprovou o Residence Act, que criou o Distrito de Columbia, localizado nas margens do rio Potomac, de terras pertencentes até então aos estados de Maryland e Virgínia, para servir como a nova capital federal.
Robert Morris, um representante da Pensilvânia, convenceu o Congresso a voltar para a Filadélfia enquanto a nova capital permanente estava sendo construída. Como resultado, o Residence Act também declarou a Filadélfia como a capital temporária por um período de dez anos. Em uma tentativa final de convencer o Congresso para manter a capital na Filadélfia, a cidade iniciou a construção de um novo palácio presidencial e uma expansão para o Congress Hall. Seus esforços falharam, e o governo federal se mudou da Filadélfia pela última vez em 14 de maio de 1800.

## Nota
- Este artigo foi inicialmente traduzido, total ou parcialmente, do artigo da Wikipédia em inglês cujo título é «Pennsylvania Mutiny of 1783», especificamente desta versão.